# De 400 slagen
De 400 slagen (originaltitel: Les Quatre Cents Coups) är en fransk film från 1959 i regi av François Truffaut. Det är den franske filmmakaren François Truffauts debutfilm, med Jean-Pierre Léaud i rollen som Antoine Doinel. Filmen var en av de filmer som definierade den franska nya vågen. Filmen blev även Truffauts mest framgångsrika i sitt hemland. Berättelsen cirkulerar kring Antoine Doinel, en ung pojke i Paris, som av sina föräldrar och sin lärare anses vara ett problembarn.
Det är en semi-självbiografisk film som reflekterar händelserna i Truffauts och hans vänners liv. Stilen utgörs av Truffauts personliga historia från fransk film – i synnerhet en scen lånad helt och hållet från Jean Vigos C i uppförande (1933). Den är dedicerad till mannen som blev hans andliga far, André Bazin, som dog ungefär samtidigt som filmen började spelas in. 
Förutom att vara en gestaltstudie är filmen en presentation av de orättvisa behandlingarna av de unga lagöverträdarna i Frankrike under sin samtid.

## Titeln
Den svenska titeln är en direktöversättning från den franska originaltiteln, men det är något missvisande eftersom den franska titeln syftar på det idiomatiska uttrycket "faire les quatre cents coups", som betyder ungefär "att leva livet", eller att man gör många dumma saker.

## Handling
Antoine är en fransk pojke i de tidiga tonåren som har problem både i skolan och hemma. Hans lärare plockar ut bara honom för sin kritik och bestraffning. Hans mor är kall och krävande, och grälar ofta med sin man, Antoines styvfar. Antoine upptäcker snart att hon har en affär med en arbetskamrat. Familjen har dålig ekonomi, och Antoine måste sova i en sovsäck på en barnsäng precis vid ingången till lägenheten. 
Han ägnar sig åt barnsliga rackartyg, ofta påskyndad av sin vän, René, men fångas och straffas efter varje incident. Han stjäl så småningom en skrivmaskin från sin faders arbetsplats, och planerar att panta den. Antoine och René misslyckas i sina försök att panta den, så Antoine vänder tillbaka till kontoret för att lämna tillbaka den. När han grips av portvakten, tar styvfadern honom till polisen. 
Efter sin arrest, tas Antoine till Juge d'instruction, där man säger att han är oförbätterlig. Antoines mor begär bara att han ska skickas till ett arbetsläger vid havet eftersom han aldrig sett havet innan. Efter en tid på en ungdomsanstalt skickas Antoine faktiskt till ett arbetsläger nära havet. 
Under ett möte med psykiatrikern på anstalten berättar Antoine att han har tillbringat den största delen av sin barndom hos sin mormor. Hans egen mor ville inte ta hand om honom. I själva verket ville hon inte ha barn alls, utan hade planerat en abort. 
Antoine rymmer så småningom från arbetslägret. Han springer mot havet, där filmen slutar.

## Rollista (i urval)
| Jean-Pierre Léaud | – Antoine Doinel          |
| Claire Maurier    | – Gilberte Doinel, mamman |
| Albert Rémy       | – Julien Doinel, pappan   |
| Guy Decomble      | – Franskläraren           |
| Patrick Auffay    | – René Bigey              |
| Yvonne Claudie    | – Fru Bigey               |
| Georges Flamant   | – Herr Bigey              |
| Pierre Repp       | – Engelskläraren          |

## Priser och utmärkelser
Filmen är allmänt hyllad och har blivit framröstad till en av de bästa franska filmerna någonsin. Den har vunnit flera priser, bland annat för Bästa regissör på Filmfestivalen i Cannes 1959, Kritikernas pris i New York Film Critics' Circle och pris för Bästa europeiska film på Bodilprisen. Den nominerades även för Bästa filmmanus på Oscargalan.

## Uppföljare
Truffaut gjorde fyra andra filmer med Léaud spelandes Antoine i senare delar av livet. Han möter först sin kärlek, Colette, i kortfilmen Antoine och Colette, vilket var Truffauts bidrag till antologin l'Amour à vingt ans (1962). Han blir kär i Christine Darbon (Claude Jade) i Stulna kyssar (1968). Han gifter sig med henne i Älskar – älskar inte (1970), men paret har separerat i Kärlek på flykt (1979).